# Isjim

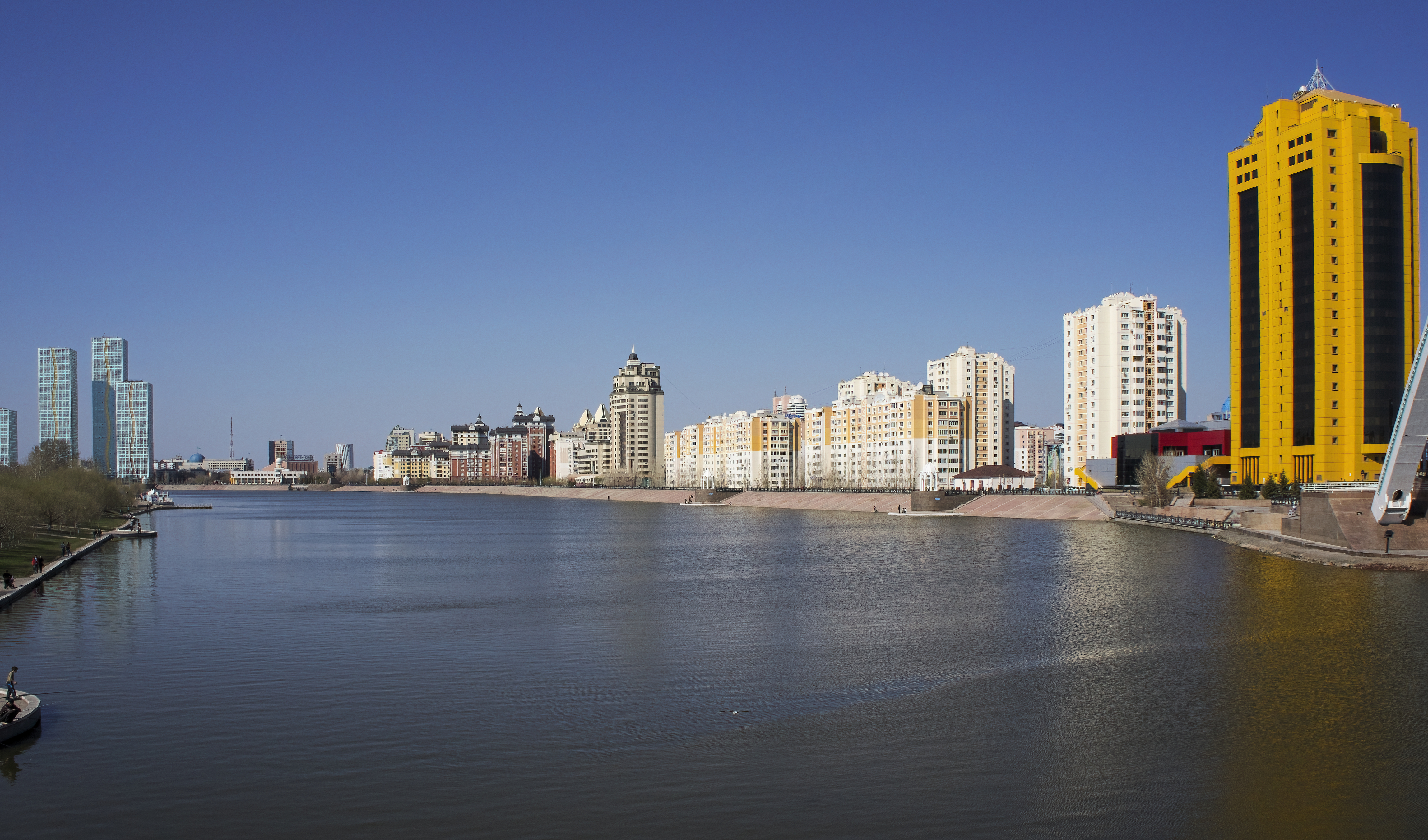
Isjim i Astana, Kazakstan.

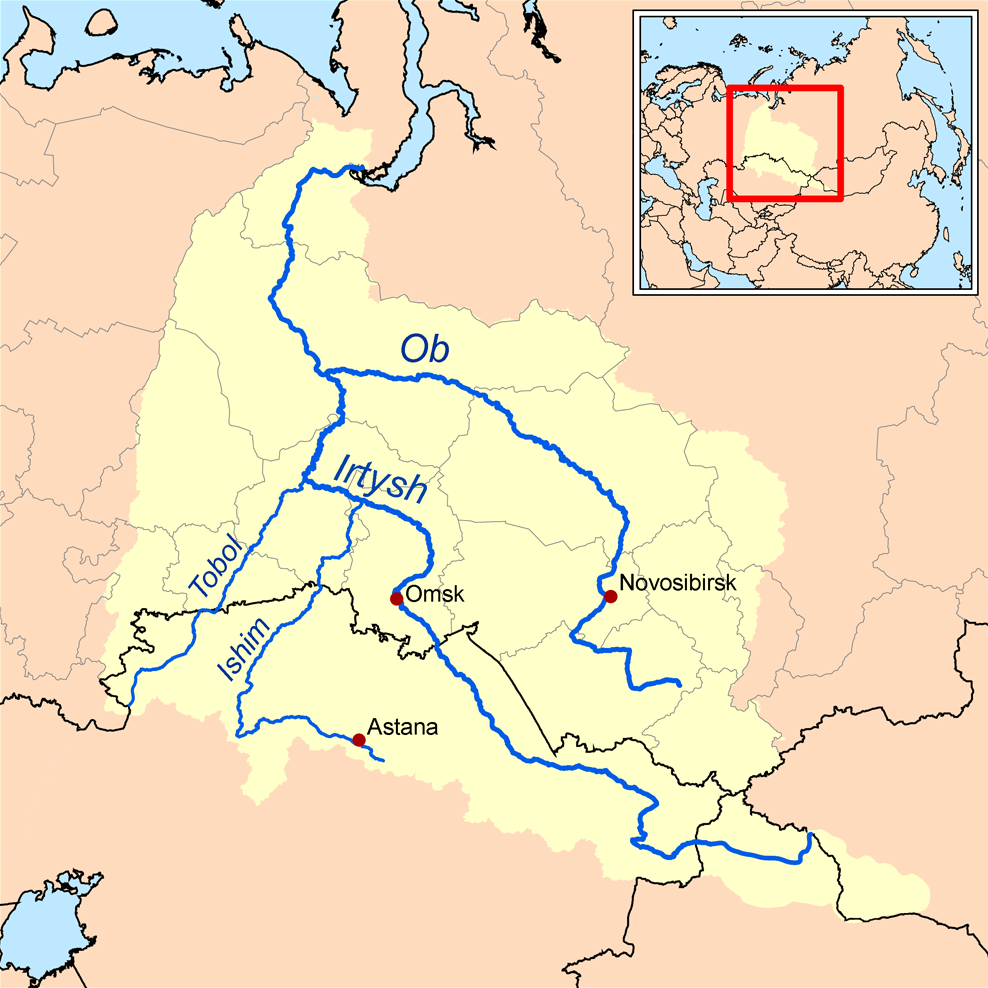
Flodens sträckning genom Kazakstan och Ryssland.

Isjim (ryska: Иши́м, Išim) eller Esil (kazakiska: Есіл) är en flod i västra Sibirien, som flyter genom Kazakstan och Ryssland. Floden är 2 450 kilometer lång.
Isjim rinner upp i den norra delen av det Kazakiska höglandet i nordcentrala Kazakstan, varifrån den har sitt lopp västerut så att den bland andra orter passerar huvudstaden Astana, strax väst om upprinningsområdet, där floden dämts upp, och Atbasar; den vänder mot norr vid Derzjavinsk och passerar sedan Esil samt Petropavl i norr vid gränsen mot Ryssland. Den fortsätter in i södra Ryssland och passerar där staden Isjim innan den mynnar ut i Irtysj vid Ust-Isjim i Ryssland. Den har ett avrinningsområde på 144 000 km² och är delvis farbar. Vid mynningen är medelvattenföringen 54 m³/s och högvattenföringen (vanligen i maj månad) 360 m³/s.